# Elymus nakaii
Elymus nakaii là một loài thực vật có hoa trong họ Hòa thảo. Loài này được (Kitag.) S.L.Chen mô tả khoa học đầu tiên năm 2006.